# Wohn- und Geschäftshaus Nordersteinstraße 44
Das Wohn- und Geschäftshaus Nordersteinstraße 44 in der niedersächsischen Kreisstadt Cuxhaven im Landkreis Cuxhaven stammt vom Ende des 19. Jahrhunderts.
Aktuell (2024) wird es durch Wohnungen und eine Steuerkanzlei genutzt.
Das Gebäude steht unter Denkmalschutz (siehe auch Liste der Baudenkmale in Cuxhaven).

## Geschichte und Beschreibung
Die Nordersteinstraße ist eine Geschäftsstraße in Süd-Nord-Richtung von der Südersteinstraße bis zum Kämmererplatz sowie zur Rohdestraße, Deichstraße und Poststraße. Sie wurde benannt nach der Lage nördlich von der „Steinburg“ (Schloss Ritzebüttel).

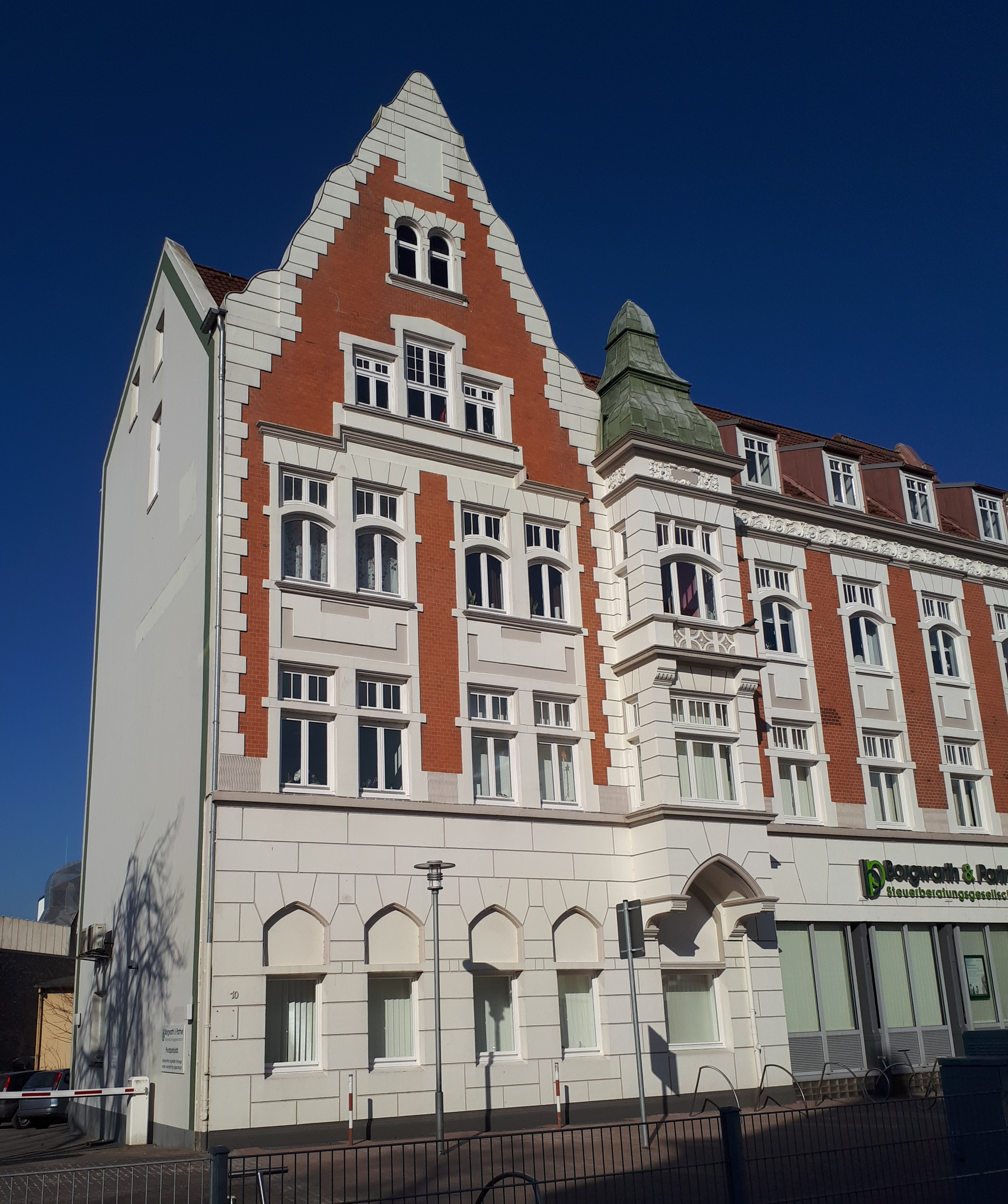
Giebel am Holstenplatz

Das dreigeschossige giebelständige historisierende Gebäude mit ziegelgedecktem Satteldach wurde 1905 nach Plänenen des Architekten Rudolph Glocke für das Hamburger Bankhaus Calmann gebaut. Zwei Schaufassaden zur Nordersteinstraße und zum Holstenplatz mit Fassaden im Wechsel von backsteinsichtigen Flächen mit Putzdekor prägen das Haus. Im Erdgeschoss wurde es verputzt mit Quaderimitationen. Erker an der abgeschrägten Ecke sowie ein weiterer nach Süden am Holstenplatz mit einer barocken, gestuften Haube sowie nach Osten und Süden je ein hohes und sehr breites Dachhaus bilden Teile eines vierten Obergeschosses. Ein Erkerhelm wurde nach Kriegszerstörung nicht wieder hergestellt.
Das Landesdenkmalamt befand u. a.: „… Der Aufschwung Cuxhavens als Marine- und Seebadstandort um 1900 schlug sich auch in mehreren Stadterweiterungen mit vermehrter Bebauung nieder, die in der Nordersteinstraße und umliegend vor allem Wohn- und Geschäftshäuser des Historismus hervorbrachte.“